# Cầu diệp hạnh nhân
Cầu diệp hạnh nhân hay lan củ bắc, thạch đậu lan (danh pháp hai phần: Bulbophyllum ambrosia) là một loài phong lan thuộc chi Bulbophyllum. Loài này phân bố ở Nepal, Assam (Ấn Độ), miền nam Trung Quốc, Việt Nam.

## Phân loài
Có 2 phân loài:
- Bulbophyllum ambrosia subsp. ambrosia.
- Bulbophyllum ambrosia subsp. nepalensis J.J.Wood, Kew Bull. 41: 820 (1986).